# Крапивня (приток Тьмаки)
Крапивня — река в Калининском районе Тверской области России, правый приток Тьмаки.
Длина — 22 км, площадь водосборного бассейна — 140 км². Исток — в 3 км к юго-востоку от платформы «Чуприяновка» Октябрьской железной дороги. Протекает в западном и северо-западном направлении. Устье — в районе деревни Даниловское.

## Данные водного реестра
По данным государственного водного реестра России относится к Верхневолжскому бассейновому округу. Речной бассейн реки — (Верхняя) Волга до Куйбышевского водохранилища (без бассейна Оки), речной подбассейн — бассейны притоков (Верхней) Волги до Рыбинского водохранилища, водохозяйственный участок реки — Волга от города Зубцов до города Тверь, без реки Тверца.
Код объекта в государственном водном реестре — 08010100612110000001897.

## Притоки
(расстояние от устья)
- 4,1 км: река Каменка (лв)